# Psydrax
Psydrax is een geslacht van bomen, struiken en enkele liaansoorten uit de sterbladigenfamilie (Rubiaceae). De soorten komen voor in tropisch en zuidelijk Afrika, op Madagaskar, op het Arabisch schiereiland, het Indisch subcontinent, Zuidoost-Azië, Australazië en Oost-Azië.

## Soorten
- Psydrax acutiflora (Hiern) Bridson
- Psydrax ammophila S.T.Reynolds & R.J.F.Hend.
- Psydrax amplifolia (Elmer)A.P.Davis
- Psydrax ankotekonensis (Cavaco) A.P.Davis & Bridson
- Psydrax arnoldiana (De Wild. & T.Durand) Bridson
- Psydrax attenuata (R.Br. ex Benth.) S.T.Reynolds & R.J.F.Hend.
- Psydrax austro-orientalis (Cavaco) A.P.Davis & Bridson
- Psydrax banksii S.T.Reynolds & R.J.F.Hend.
- Psydrax bathieana (Cavaco)A.P.Davis & Bridson
- Psydrax bridsoniana Cheek & Sonké
- Psydrax calcicola (Craib)A.P.Davis
- Psydrax capensis J.C.Manning & Goldblatt
- Psydrax cymigera (Valeton)S.T.Reynolds & R.J.F.Hend.
- Psydrax dicoccos Gaertn.
- Psydrax dunlapii (Hutch. & Dalziel) Bridson
- Psydrax esirensis (Cavaco) A.P.Davis & Bridson
- Psydrax fasciculata (Blume) A.P.Davis
- Psydrax faulknerae Bridson
- Psydrax ficiformis (Hook.f.) Bridson
- Psydrax forsteri S.T.Reynolds & R.J.F.Hend.
- Psydrax fragrantissima (K.Schum.) Bridson
- Psydrax gilletii (De Wild.) Bridson
- Psydrax glabra (Blume) Deb & M.Gangop.
- Psydrax graciliflora (Merr. & L.M.Perry) S.T.Reynolds & R.J.F.Hend.
- Psydrax grandifolia (Thwaites) Ridsdale
- Psydrax graniticola (Chiov.) Bridson
- Psydrax gynochthodes (Baill.) Arriola, Yayen & Alejandro
- Psydrax horizontalis (SChumach. & Thonn.) Bridson
- Psydrax johnsonii S.T.Reynolds & R.J.F.Hend.
- Psydrax kaessneri (S.Moore) Bridson
- Psydrax kibuwae Bridson
- Psydrax kingii (Hook.f.) Bridson & Springate
- Psydrax kraussioides (Hiern) Bridson
- Psydrax lamprophylla (F.Muell.) Bridson
- Psydrax latifolia (F.Muell. ex Benth.) S.T.Reynolds & R.J.F.Hend.
- Psydrax laxiflorens S.T.Reynolds & R.J.F.Hend.
- Psydrax lepida S.T.Reynolds & R.J.F.Hend.
- Psydrax livida (Hiern) Bridson
- Psydrax locuples (K.Schum.) Bridson
- Psydrax longipes S.T.Reynolds & R.J.F.Hend.
- Psydrax longistyla (Merr.) A.P.Davis
- Psydrax lynesii Bullock ex Bridson
- Psydrax maingayi (Hook.f.) Bridson
- Psydrax manambyana (Cavaco) A.P.Davis & Bridson
- Psydrax manensis (Aubrév. & Pellegr.) Bridson
- Psydrax martini (Dunkley) Bridson
- Psydrax micans (Bullock) Bridson
- Psydrax moandensis Bridson
- Psydrax moggii Bridson
- Psydrax montana (Thwaites) Ridsdale
- Psydrax montigena S.T.Reynolds & R.J.F.Hend.
- Psydrax mutimushii Bridson
- Psydrax nitida (Craib) K.M.Wong
- Psydrax obovata (Klotzsch ex Eckl. & Zeyh.) Bridson
- Psydrax occidentalis (Cavaco) A.P.Davis & Bridson
- Psydrax odorata (G.Forst.) A.C.Sm. & S.P.Darwin
- Psydrax oleifolia (Hook.) S.T.Reynolds & R.J.F.Hend.
- Psydrax pallida S.T.Reynolds & R.J.F.Hend.
- Psydrax palma (K.Schum.) Bridson
- Psydrax paludosa S.T.Reynolds & R.J.F.Hend.
- Psydrax paradoxa (Virot) Mouly
- Psydrax parviflora (Afzel.) Bridson
- Psydrax pendulina S.T.Reynolds & R.J.F.Hend.
- Psydrax pergracilis (Bourd.) Ridsdale
- Psydrax polhillii Bridson
- Psydrax puberula  Arriola & Alejandro
- Psydrax recurvifolia (Bullock) Bridson
- Psydrax reticulata (C.T.White) S.T.Reynolds & R.J.F.Hend.
- Psydrax richardsiae Bridson
- Psydrax rigidula S.T.Reynolds & R.J.F.Hend.
- Psydrax robertsoniae Bridson
- Psydrax saligna S.T.Reynolds & R.J.F.Hend.
- Psydrax sambiranensis (Cavaco) A.P.Davis & Bridson
- Psydrax schimperiana (A.Rich.) Bridson
- Psydrax sepikensis A.P.Davis
- Psydrax shuguriensis Bridson
- Psydrax splendens (K.Schum.) Bridson
- Psydrax suaveolens (S.Moore) S.T.Reynolds & R.J.F.Hend.
- Psydrax subcordata (DC.) Bridson
- Psydrax suborbicularis (C.T.White) S.T.Reynolds & R.J.F.Hend.
- Psydrax tropica S.T.Reynolds & R.J.F.Hend.
- Psydrax umbellata (Wight) Bridson
- Psydrax virgata (Hiern) Bridson
- Psydrax whitei Bridson

... · 
Afrocanthium · 
Asperula (Bedstro) · 
Atractocarpus · 
Belonophora · 
Bouvardia · 
Breonadia · 
Byrsophyllum · 
Callipeltis · 
Cephalanthus (Kogelbloem) · 
Chassalia · 
Cinchona · 
Coffea (Koffie) · 
Coprosma · 
Cruciata · 
Deppea · 
Galium (Walstro) · 
Gardenia · 
Genipa · 
Morinda · 
Nertera · 
Pentas · 
Plocama · 
Portlandia · 
Psydrax · 
Richardia · 
Rothmannia · 
Rubia · 
Rutidea · 
Rytigynia · 
Sabicea · 
Sarcocephalus · 
Sericanthe · 
Sherardia · 
Spermacoce · 
Tarenna · 
Tricalysia · 
Uncaria · 
Vangueria · 
Virectaria ·  
Wendlandia · 
...